# گرامالوته
گرامالوته (انگلیسی: Gramalote) نام یک منطقه مسکونی در کلمبیا است.